# Club de Deportes Lota Schwager
Club de Deportes Lota Schwager  är en fotbollsklubb från staden Coronel i regionen Biobío, södra Chile. 
Klubben bildades den 1 januari 1966 och har tidigare spelat i Chiles högsta division.